# Wilhelm Puff
Wilhelm Puff (geboren 28. Mai 1889 in Mülheim an der Ruhr; gestorben 5. November 1983) war ein deutscher Schriftsteller.

## Leben
Über Wilhelm Puff ist nur wenig bekannt. 1936 veröffentlichte er einen Gedichtband im Widerstandsverlag.
Laut Alfred Kantorowicz (1947) war Puff in der Zeit des Nationalsozialismus 1936/37 ein Jahr lang in Gestapo-Haft, da er in Kreisen der SS als Systemfeind angesehen wurde; mit ihm angeklagt und verurteilt wurden auch Ernst Niekisch und Joseph E. Drexel.
Laut der Barlach-Briefe-Ausgabe von 2019 arbeitete Puff als Lehrer in Nürnberg und war dort auch in der Volkshochschule tätig. Er versuchte, Ernst Barlach nach Nürnberg zu einem Vortrag einzuladen. Er selbst veranstaltete in Nürnberg Lesungen. Nach dem Zweiten Weltkrieg war Puff Rektor der zweiklassigen Volksschule in Unterferrieden. Er war Ende 1950 Mitunterzeichner eines Aufrufs des „Arbeitskreises für deutsche Verständigung“ unter Leitung von Wilhelm Elfes zur Adenauerschen Ostpolitik, er unterzeichnete als Wilhelm Puff, Rektor, Nürnberg-Unterferrieden. 
Puff veröffentlichte Gedichte, einen biografischen Roman über Georg Forster und schrieb 1958 das Vorwort zu einer Broschüre für eine Ausstellung von 
Werken Horst Strempels in Nürnberg und Bielefeld. Puff erhielt 1971 einen Joseph-E.-Drexel-Preis.

## Schriften (Auswahl)
- Schöpfer und Schicksal. Hymnen. Berlin : Widerstands-Verlag, 1936
- Maske und Metapher. Nürnberg : Carl, 1965
- Makabre Station. Nürnberg : Verlag Nürnberger Presse, 1966
- Georg Forster und die Freiheit : ein biografischer Roman. 1990